# درزی‌لی
درزی‌لی (ترکی آذربایجانی: Derzili) یک منطقهٔ مسکونی در جمهوری آرتساخ است که در استان کاشاتاق واقع شده‌است.